# Smaragdtangara
Smaragdtangara (Tangara florida) är en fågel i familjen tangaror inom ordningen tättingar.

## Utseende
Smaragdtangaran är en liten tangara som gör skäl för sitt namn med mestadels smaragdgrön fjäderdräkt. Vidare har den en svart kindfläck, svarta streck på ryggen och svarta vingteckningar. Könen är lika.

## Utbredning och systematik
Smaragdtangara behandlas antingen som monotypisk eller delas in i två underarter med följande utbredning:
- Tangara florida florida – förekommer i sluttningen mot Karibien i Costa Rica och västra Panama
- Tangara florida auriceps – förekommer från östligaste Panama (Darién) till Colombia och nordvästra Ecuador

## Levnadssätt
Smaragdtangaran hittas i skogar och skogsbryn i förberg där den lever på frukt. Den ses vanligen i par som följer artblandade kringvandrande flockar.

## Status och hot
Arten har ett stort utbredningsområde, men tros minska i antal, dock inte tillräckligt kraftigt för att den ska betraktas som hotad. Internationella naturvårdsunionen IUCN listar arten som livskraftig (LC). Beståndet uppskattas till i storleksordningen 50 000 till en halv miljon vuxna individer.